# 亚历山大·别洛诺戈夫
亚历山大·别洛诺戈夫（英語：Alexander Belonogoff，1990年4月17日—），澳大利亚男子赛艇运动员。他曾代表澳大利亚参加2016年夏季奥林匹克运动会赛艇比赛，获得男子四人双桨银牌。